# Wicked: The Original Motion Picture Score
Wicked: The Original Motion Picture Score è la colonna sonora originale del film omonimo, composta da John Powell e Stephen Schwartz, pubblicato il 6 dicembre 2024 dalla Republic Records.

## Tracce
1. Arrival at Shiz University – 2:07
2. Our Heroes Meet – 1:54
3. Nessarose – 1:10
4. Meet the Faculty – 3:34
5. Elphaba's Power – 3:35
6. How to Loathe Your Roommate – 3:43
7. History Lesson – 3:45
8. Levitate the Coin – 2:17
9. All Around Something Bad – 2:17
10. Prince Fiyero of Winkie Country – 3:15
11. The Book Place – 2:00
12. Elphaba at Ozdust – 3:02
13. Sharing Secrets – 2:00
14. Look at You – 1:18
15. Replacement Teacher – 3:48
16. Cub Rescue – 1:44
17. Forest Fellings – 2:01
18. Ozian Invitation – 2:29
19. Galinda Becomes Glinda – 3:36
20. Train to Emerald City – 2:17
21. Hall of Grandiosity – 2:40
22. A Wizard's Plan – 4:22
23. The Grimmerie – 2:05
24. Transformations – 8:10
25. Monkey Mayhem – 3:39
26. All Around Defying Gravity – 5:45

## Date di pubblicazione
| Paese | Data di pubblicazione | Formato                          | Nota        |
| ----- | --------------------- | -------------------------------- | ----------- |
| Mondo | 6 dicembre 2024       | LP, download digitale, streaming | [ 2 ] [ 3 ] |